# 4908-as mellékút (Magyarország)
A 4908-as mellékút egy bő 8 kilométeres hosszúságú, négy számjegyű mellékút Hajdú-Bihar vármegye területén: Debrecen és Hajdúsámson néhány külsőbb városrészét, illetve lakott helyét köti össze a két város központibb fekvésű részeivel.

## Nyomvonala
Debrecen belterületének északkeleti részén, Júliatelep, Gerébytelep és Veres Péter-kert városrészek határa közelében ágazik ki a 471-es főútból, annak az 1+550-es kilométerszelvénye közelében, kelet felé. Acsádi út néven halad a belterület széléig, amit nagyjából 1,2 kilométer után hagy maga mögött, de még sokáig laza beépítettségű területek közt húzódik; a 2. kilométerénél a Husztikerti lakópark, a 4. kilométere után az Acsádi úti hétvégi telep házai mellett halad el. 6,2 kilométer után dél felől beletorkollik egy számozatlan önkormányzati út, települési nevén Panoráma út, amely Debrecen keleti külterületeit és kirándulóhelyeit, valamint a városból délkelet, kelet és északkelet felé kivezető utakat kapcsolja össze.
A 7. kilométere táján éri el Hajdúsámson határszélét, ahol a Martinka nevű különálló városrész déli széle mellett húzódik, majd 9,2 kilométer után északi irányba fordul; Martinka utolsó házait 10,5 kilométer után hagyja el. A város központi részének belterületét 12,4 kilométer után éri el, a Vámospércsi út nevet felvéve, Így is ér véget, beletorkollva a városközpont keleti részén a 4931-es útba, annak a 3+350-es kilométerszelvénye közelében.
Teljes hossza, az országos közutak térképes nyilvántartását szolgáló kira.kozut.hu adatbázisa szerint 13,292 kilométer.

## Története
A Kartográfiai Vállalat 1990-ben megjelentetett Magyarország autóatlasza a Debrecen és Martinka közti szakaszát kiépített, pormentes útként tünteti fel, hátralévő szakaszát viszont egyáltalán nem jelöli.